# Gobion Fawr
Gobion Fawr est une communauté du Monmouthshire, au pays de Galles.

## Géographie
La communauté de Gobion Fawr est située dans l'ouest du Monmouthshire, juste à l'est de la ville d'Abergavenny. Elle comprend les villages et hameaux de Llanddewi Rhydderch (en), Llanfair Kilgeddin (en), Llangattock nigh Usk, Llanvapley (en) et Llanvihangel Gobion (en).

## Histoire
Le Monmouthshire (Communities) Order 2021 entraîne une série de modifications dans les communautés du Monmouthshire. Les limites de la communauté de Llanover sont redessinées et le village même de Llanover se retrouve dans la nouvelle communauté de Goetre Fawr. La communauté de Llanover est alors rebaptisée Gobion Fawr.